# Qamar-al-Moluk Vaziri

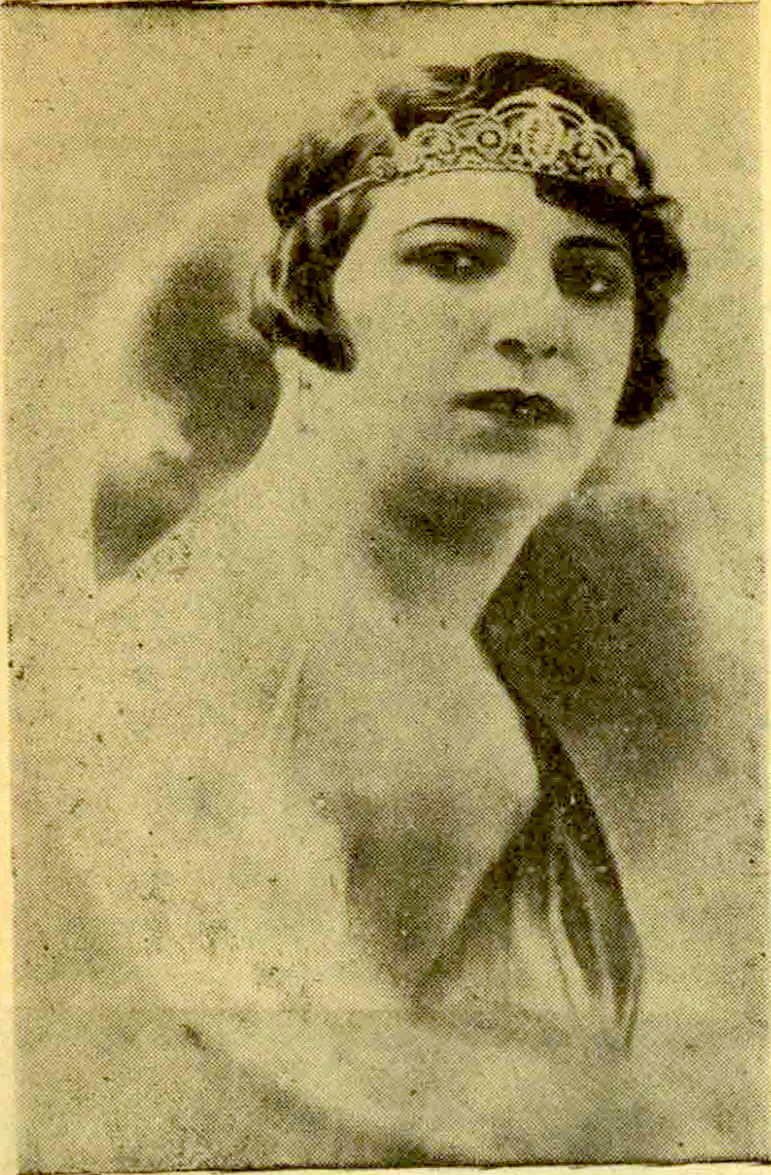
Qamar-ol-Moluk Vaziri (1920er)

Qamar-al-Moluk Vaziri (persisch قمرالملوک وزیرى), meist nur Qamar, eigentlich Qamar-al-Moluk Vazirizāda (* um 1905 in Takestan oder Teheran, Iran als Qamar-al-Moluk Sayyed Ḥosayn Khan, persisch قمر خانم سید حسین خان; † 5. August 1959 in Teheran) war eine iranische Mezzo-Sopranistin.

## Leben
Qamar wurde 1905 in Teheran oder Takestan als Tochter ihrer verwitweten Mutter Ṭubā geboren. Ihr Vater Mirza Sayyed Ḥosayn starb kurz vor ihrer Geburt. Ihre Mutter starb, als sie etwa ein Jahr alt war. Seitdem wurde Qamar von ihrer Großmutter mütterlicherseits Mollā Ḵayr-al-Nesāʾ aufgezogen. Mit ihrer Großmutter lebte sie in Teheran im gutbürgerlichen Viertel Sangelaj.

## Aufnahmen
Qamar machte eine Reihe von Aufnahmen bei verschiedenen Labels, insbesondere bei Polyphon, sowie bei His Master’s Voice. Die Aufnahmen bei His Master’s Voice entstanden 1926 und die bei Polyphon 1927 bis Anfang 1928 in Teheran.